# Posella

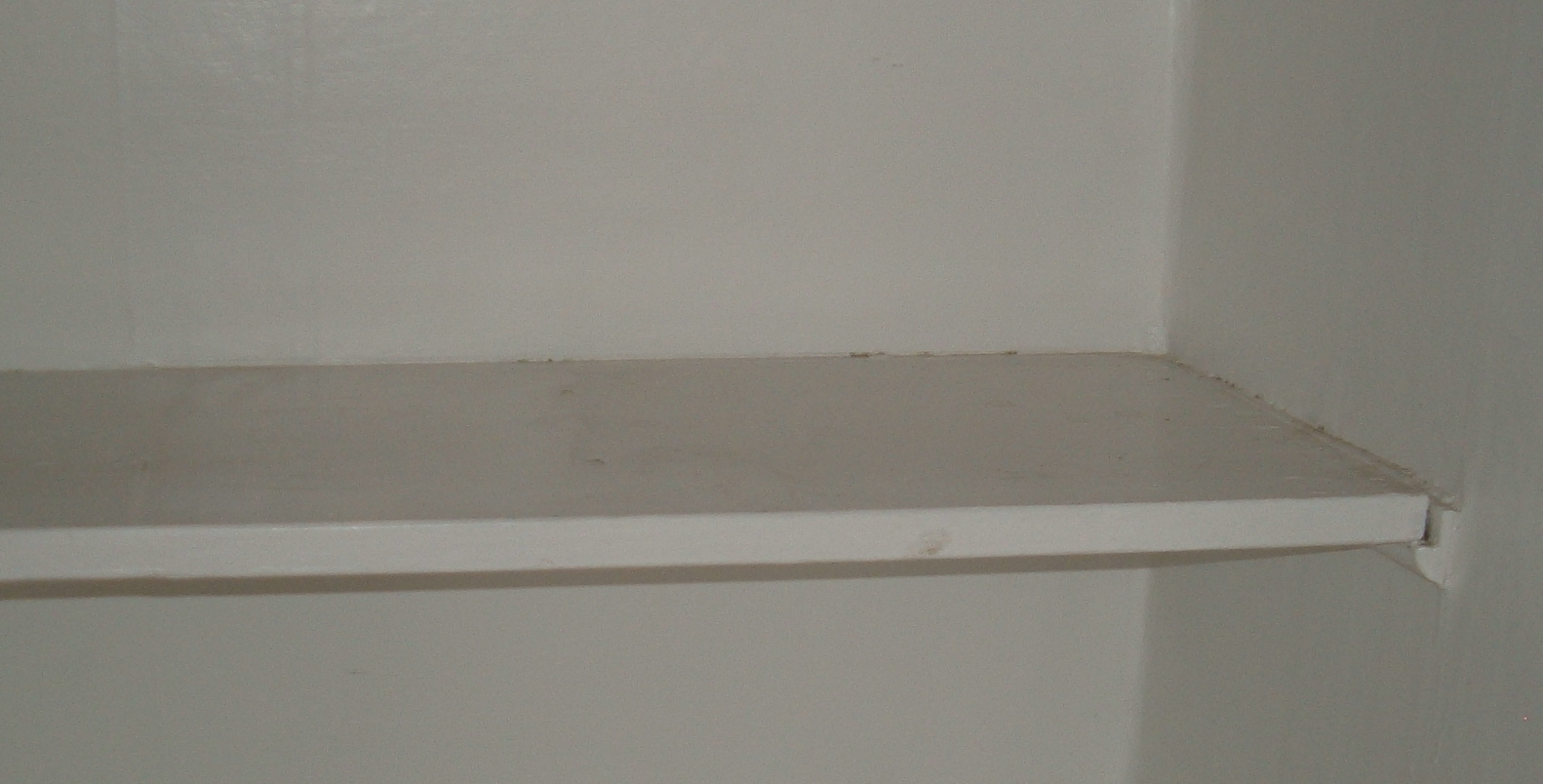
Prestatge i un dels seus suports.

Un prestatge, també anomenat lleixa o posella, és un pla horitzontal utilitzat en les cases, les empreses o els magatzems per a dipositar-hi objectes. En general és fabricat amb un material resistent com la fusta, el bambú o el metall. Els suports d'un prestatge han variat i poden per exemple ser una consola, escaires, una cremallera o falca. Els prestatges s'utilitzen en els mobles de biblioteca, les biblioteques, els armaris i els mobles de tipus prestatgeria, dits així per sinècdoque.

A Alcoi també se la coneix com alçador. També se'n diu enfila quan n'és un d'un armari, especialment de la cuina. Rep el nom de pinte quan és una peça de fusta o d'obra que és com una prolongació horitzontal de la part inferior de la campana de la llar de foc, que serveix d'escudeller. Un escudeller o tinell és la post o pedrís col·locat a una certa altura i adossat a la paret de la cuina, per a tenir-hi escudelles, plats, olles i altres atuells.

Alguns tipus de prestatgeries
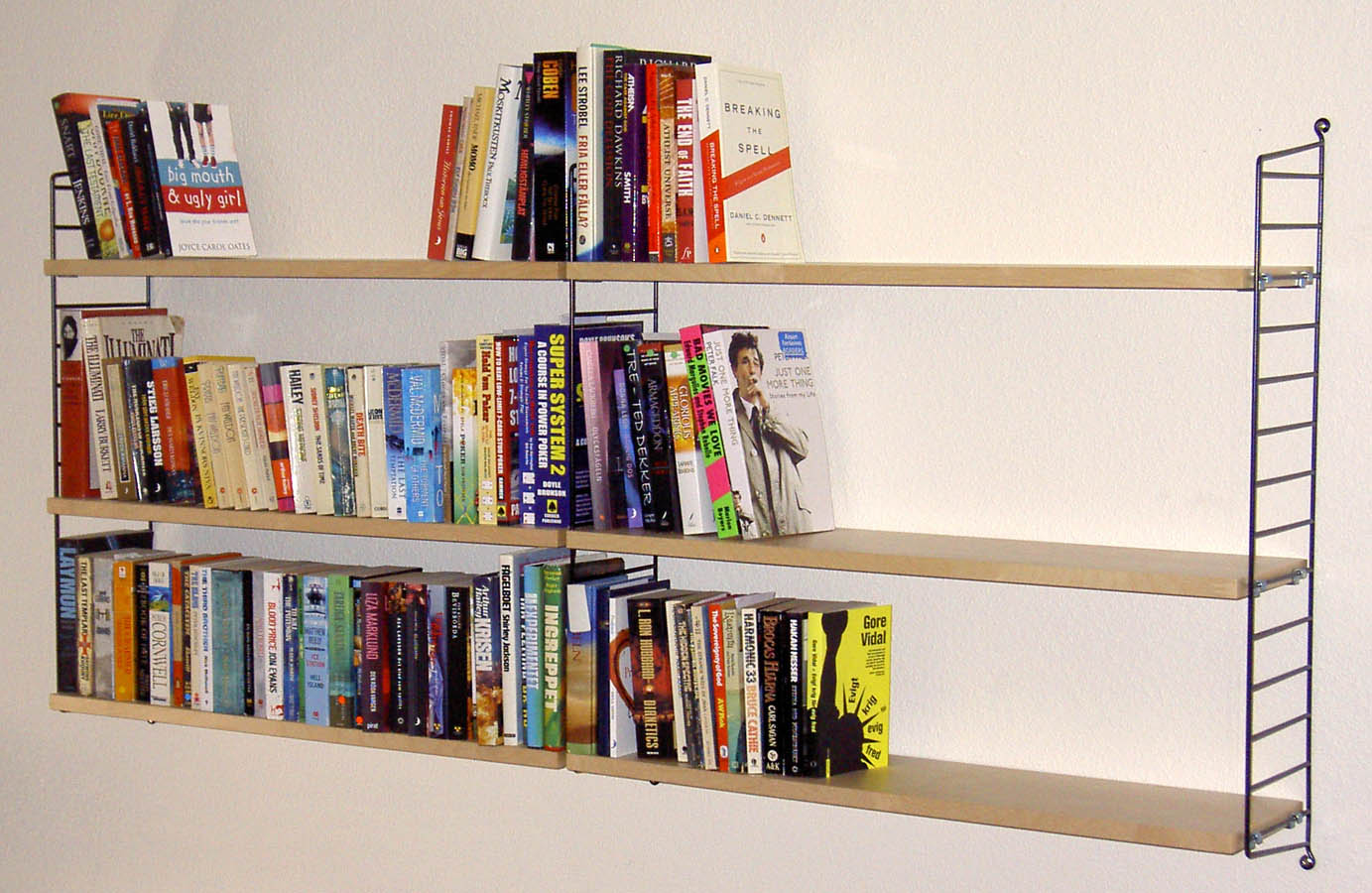
Dues prestatgeries enganxades a la paret
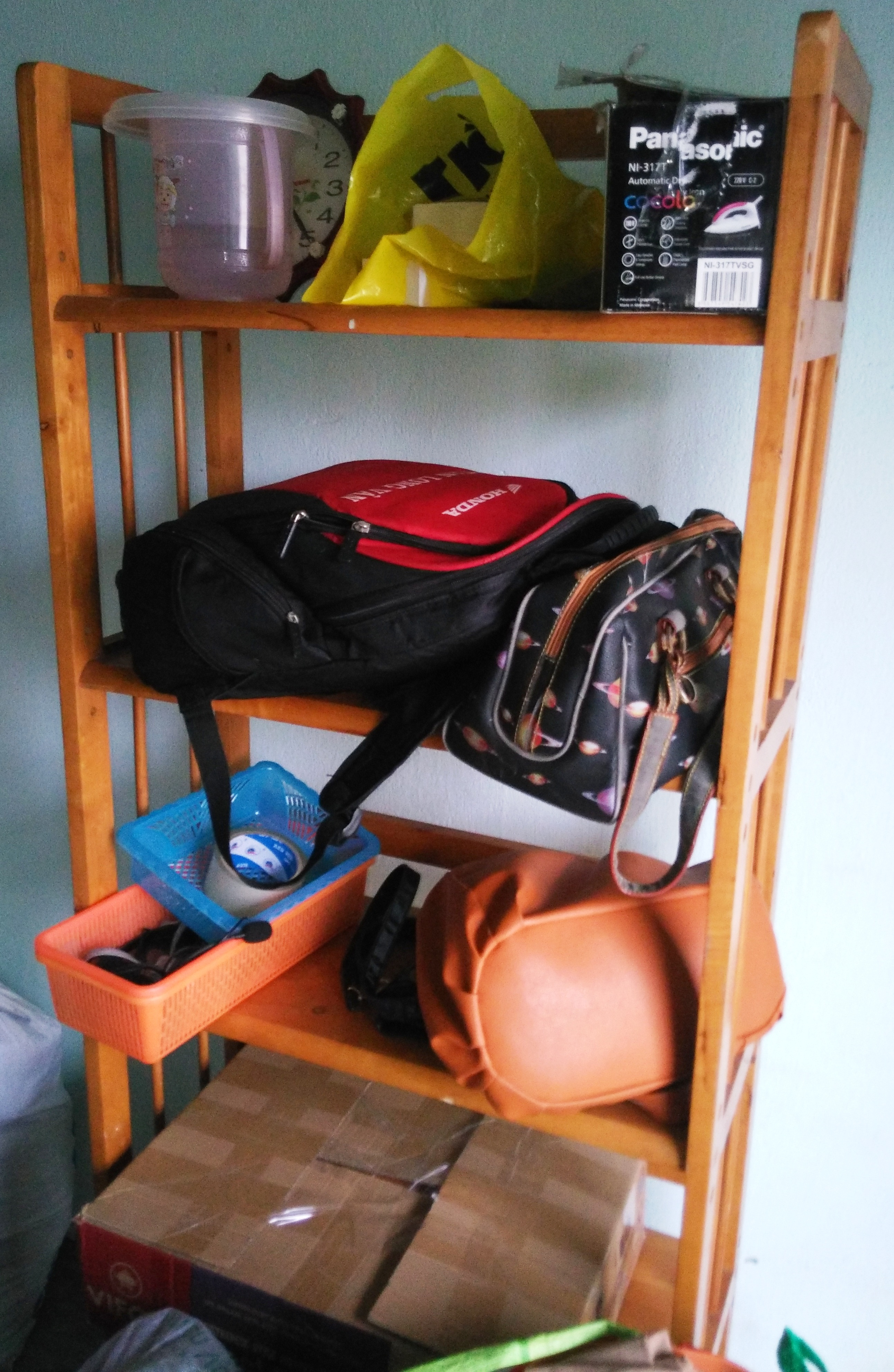
Prestatgeria recolzada en el terra
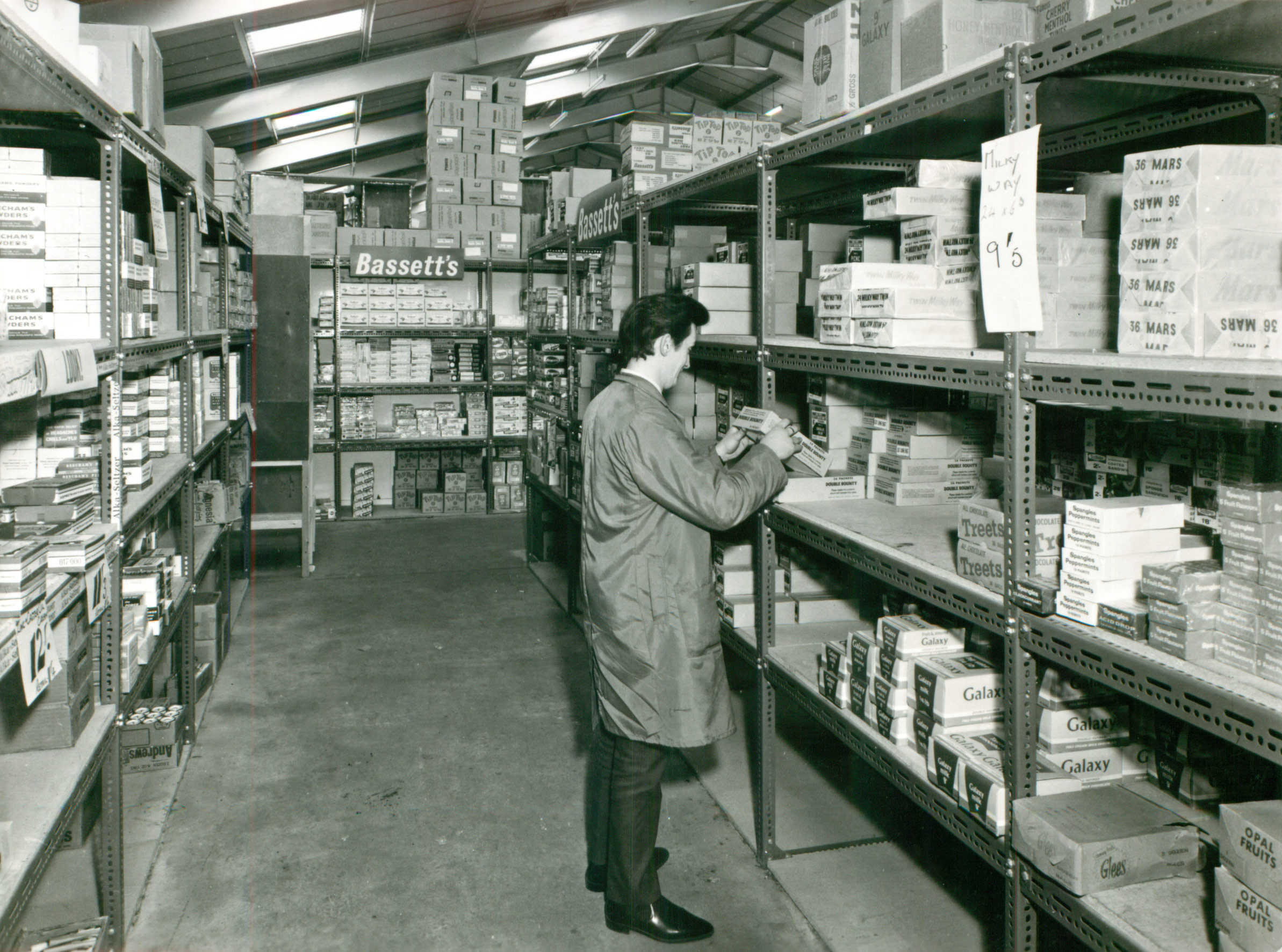
Prestatgeria comercial. Estructura de perfils d'acer
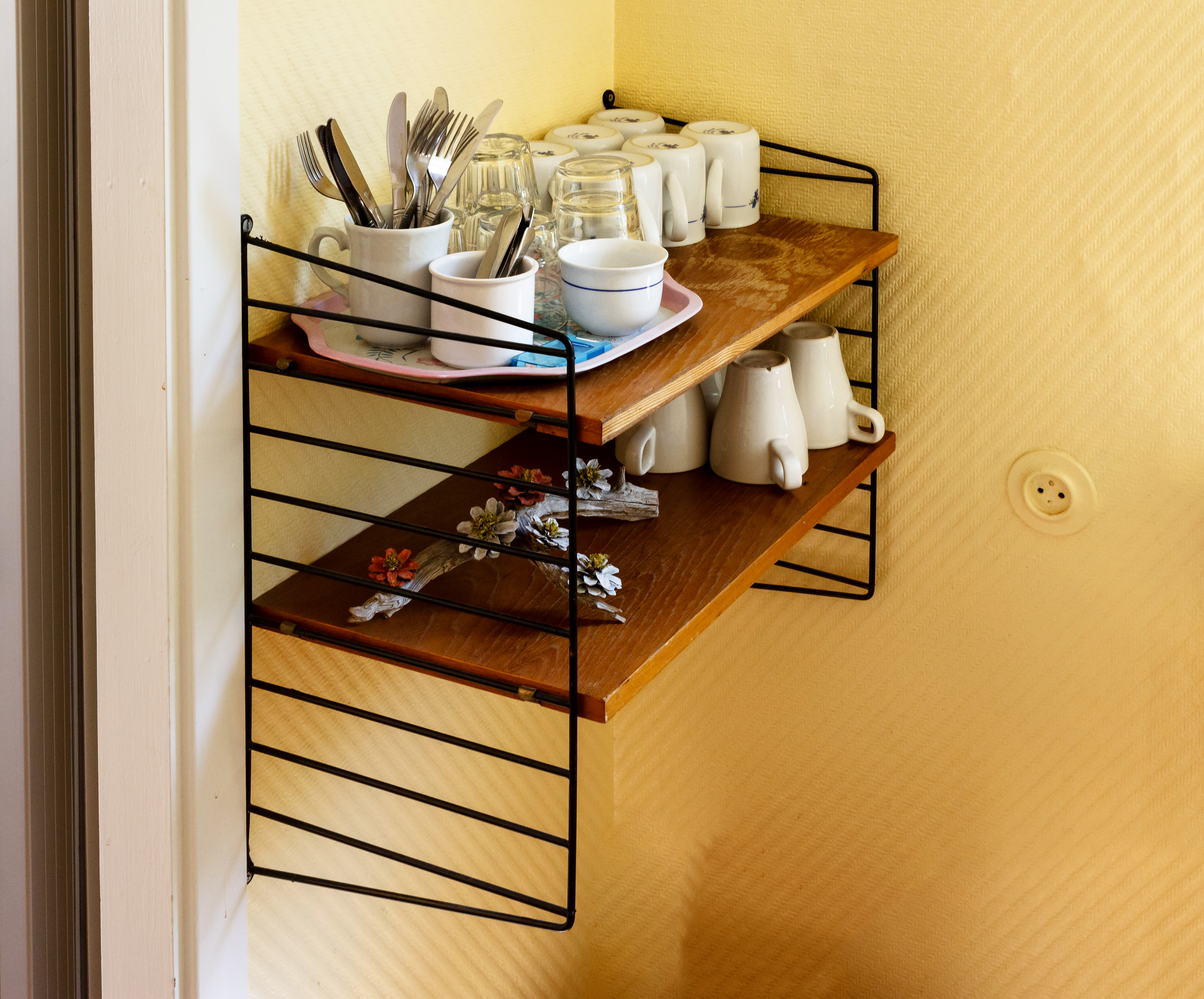
Prestatgeria  escudellera moderna
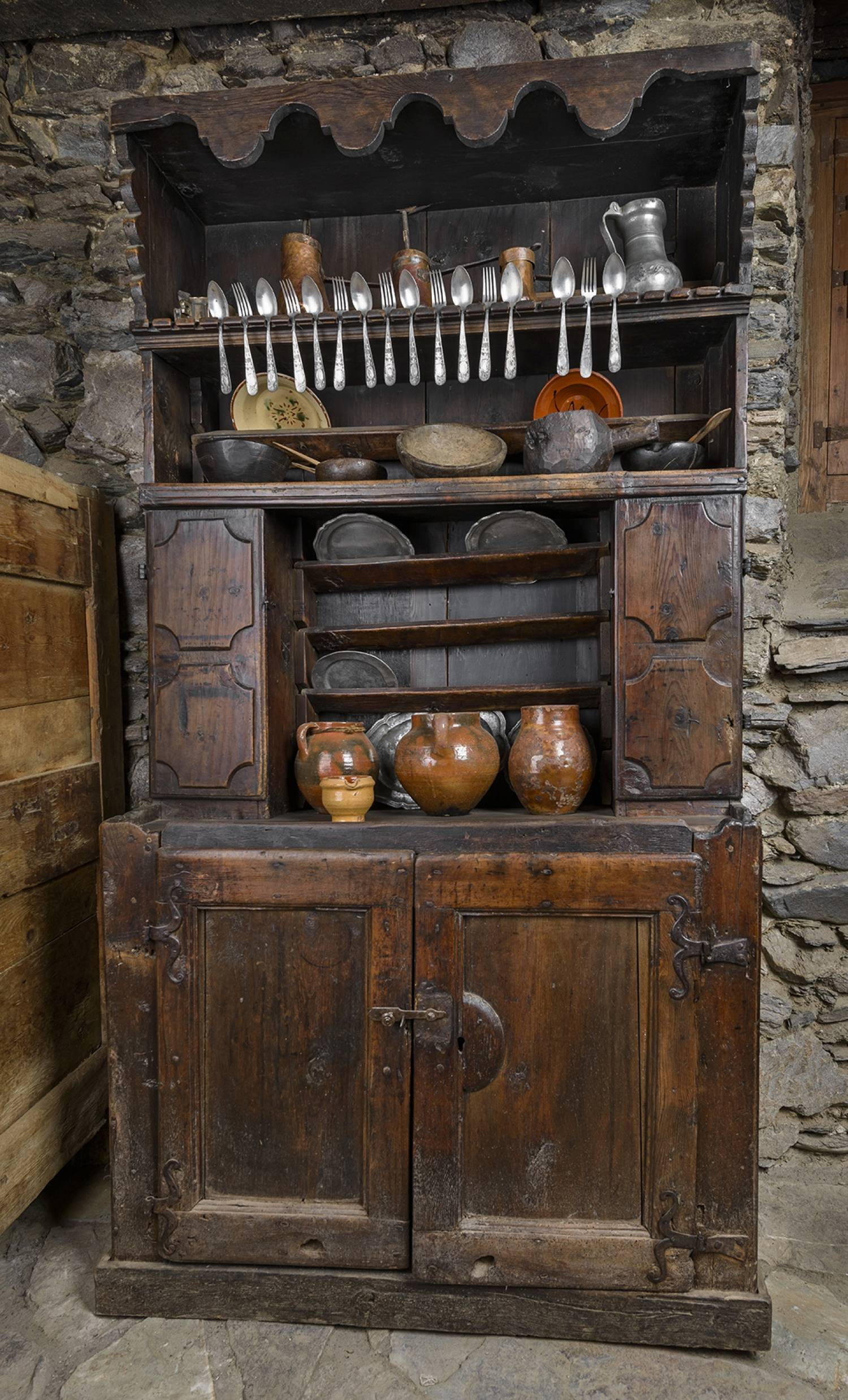
Escudellera (Casa Rull)